# Museo Interpretativo del Paisaje Agavero y la Minería
El Museo Interpretativo del Paisaje Agavero y la Minería es un museo ubicado en el Municipio de Magdalena (Jalisco), México.

## Historia
El Museo Interpretativo del Paisaje Agavero y la Minería, también llamado Centro Interpretativo del Paisaje Agavero y la Minería (CIPAM), es el primer museo en el municipio de Magdalena, Jalisco. Fue inaugurado en 2016 y tiene como tema principal la historia, la minería y la producción tequilera, ubicado en el corazón del pueblo y dentro de una de las casonas más representativas de la historia local. La construcción data de 1869 y pertenecía en origen a la familia Orendáin como demuestra el escudo señorial que está en la reja de madera que da acceso al recinto. Cuenta con un patio tradicional, seis salas de exposición permanente, una para temporales y una oficina de vinculación.

## Exposición
El Museo muestra la historia y las tradiciones de Magdalena y el recorrido se inicia con la reproducción de las dos tumbas de tiro descubiertas cuando se hicieron los trabajos de la autopista a Puerto Vallarta. Las tumbas de tiro contenían sesenta mil objetos, restos de vestigios aztecas, como representaciones del dios Huitzilopochtli. Cuenta con réplicas de ofrendas hechas para una mujer y un hombre, muestras de piezas arqueológicas de la zona perteneciente a la tradición Teuchitlán y Guachimontones. Concluye el recorrido con la exposición sobre la elaboración del vino mezcal, las antiguas tabernas, la minería y finalmente, muestra los tequilas que han hecho los Orendáin y otras empresas y familias. Una sala esta destinada para exposiciones temporales mostrando arte contemporáneo internacional.